# 올림픽 리비아 선수단
리비아는 1964년 올림픽에 처음 참가한 이후 대부분의 하계 올림픽에 선수단을 파견해 왔다. 이 나라는 대부분의 다른 아프리카 국가들과 함께 1976년 올림픽을 보이콧했고, 1984년 올림픽도 보이콧했다. 리비아는 동계 올림픽에 참가한 적이 없다.
현재까지 리비아 선수는 올림픽 메달을 획득한 적이 없다.
리비아 국가 올림픽 위원회는 1962년에 창설되었고 1963년에 국제 올림픽 위원회의 승인을 받았다.

## 대회별 메달 집계

### 하계 올림픽 메달 집계
| 경기                  | 선수          | 금   | 은   | 동   | 합계 | 순위 |
| 1964년 도쿄           | (1)           | 0    | 0    | 0    | 0    | -    |
| 1968년 멕시코시티     | 1             | 0    | 0    | 0    | 0    | -    |
| 1972년 뮌헨           | 불참          |      |      |      |      |      |
| 1976년 몬트리올       | 불참          |      |      |      |      |      |
| 1980년 모스크바       | 32            | 0    | 0    | 0    | 0    | -    |
| 1984년 로스앤젤레스   | 불참          | 불참 | 불참 | 불참 | 불참 | 불참 |
| 1988년 서울           | 4             | 0    | 0    | 0    | 0    | -    |
| 1992년 바르셀로나     | 5             | 0    | 0    | 0    | 0    | -    |
| 1996년 애틀랜타       | 5             | 0    | 0    | 0    | 0    | -    |
| 2000년 시드니         | 3             | 0    | 0    | 0    | 0    | -    |
| 2004년 아테네         | 8             | 0    | 0    | 0    | 0    | -    |
| 2008년 베이징         | 6             | 0    | 0    | 0    | 0    | -    |
| 2012년 런던           | 5             | 0    | 0    | 0    | 0    | -    |
| 2016년 리우데자네이루 | 7             | 0    | 0    | 0    | 0    | -    |
| 2020년 도쿄           | 4             | 0    | 0    | 0    | 0    | -    |
| 2024년 파리           | 미래의 이벤트 |      |      |      |      |      |
| 2028년 로스앤젤레스   | 미래의 이벤트 |      |      |      |      |      |
| 2032년 브리즈번       | 미래의 이벤트 |      |      |      |      |      |
| 합계                  | 합계          | 0    | 0    | 0    | 0    | -    |